# Tregtan
Tregtan – wieś położona w północnej części Albanii w gminie Fajzë. Wieś znajduje się 100 kilometrów od stolicy państwa, Tirany.

## Demografia
Według spisu ludności z 1989 roku we wsi Tregtan mieszkało 687 mieszkańców.